# Fort d'Embourg

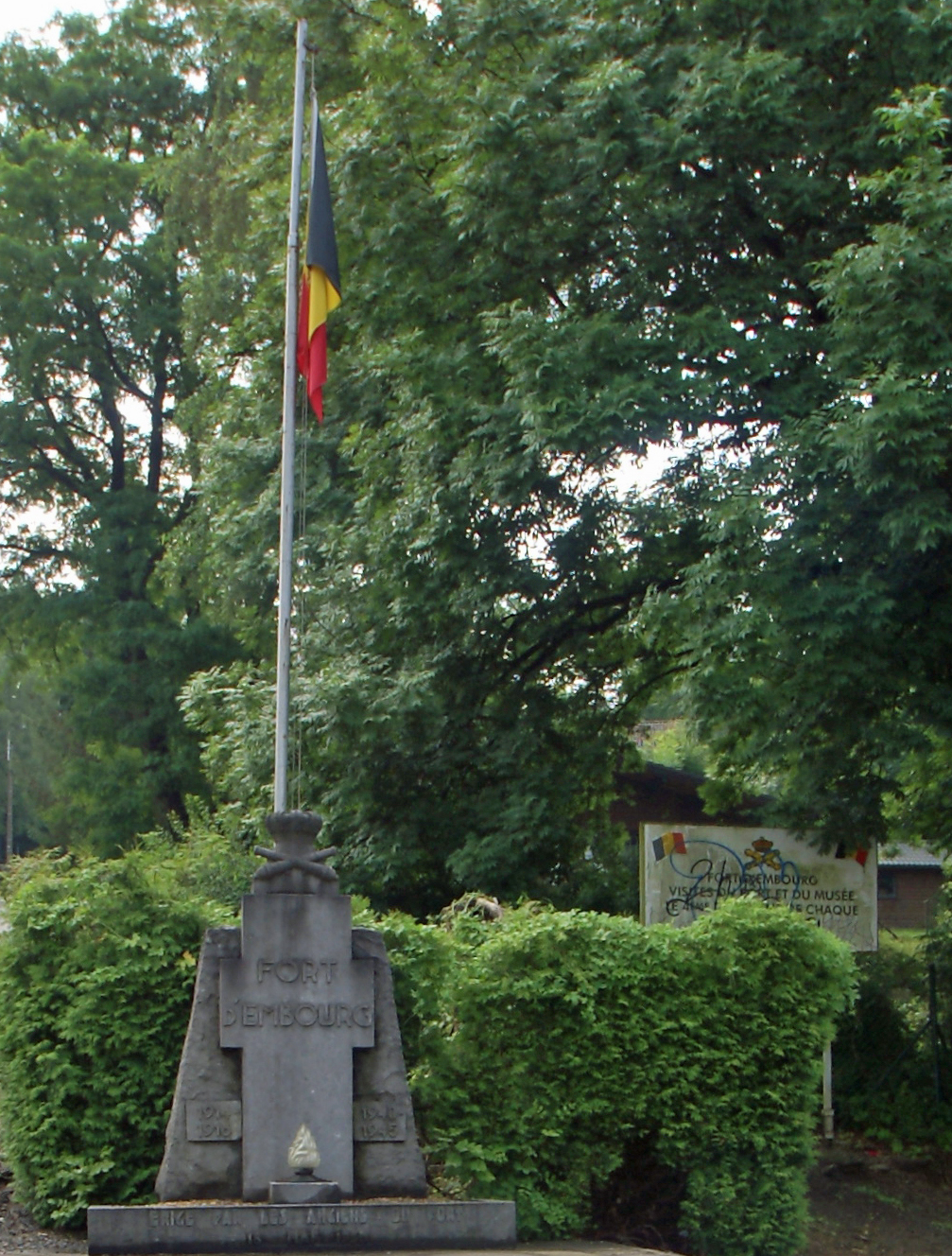
Monument a l'inici del carrer "rue du Fort" a Embourg

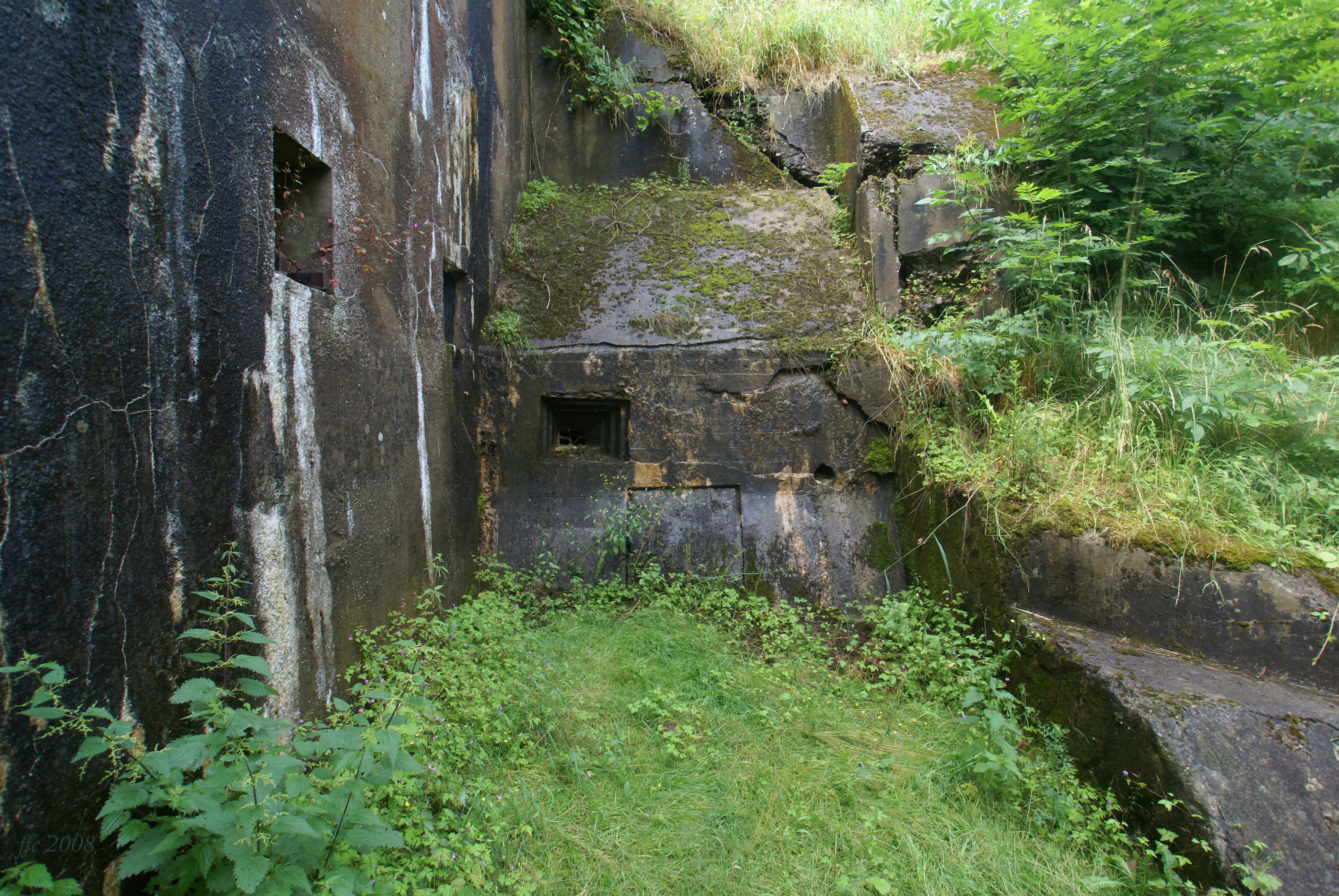
Espitlleres al costat de l'entrada principal

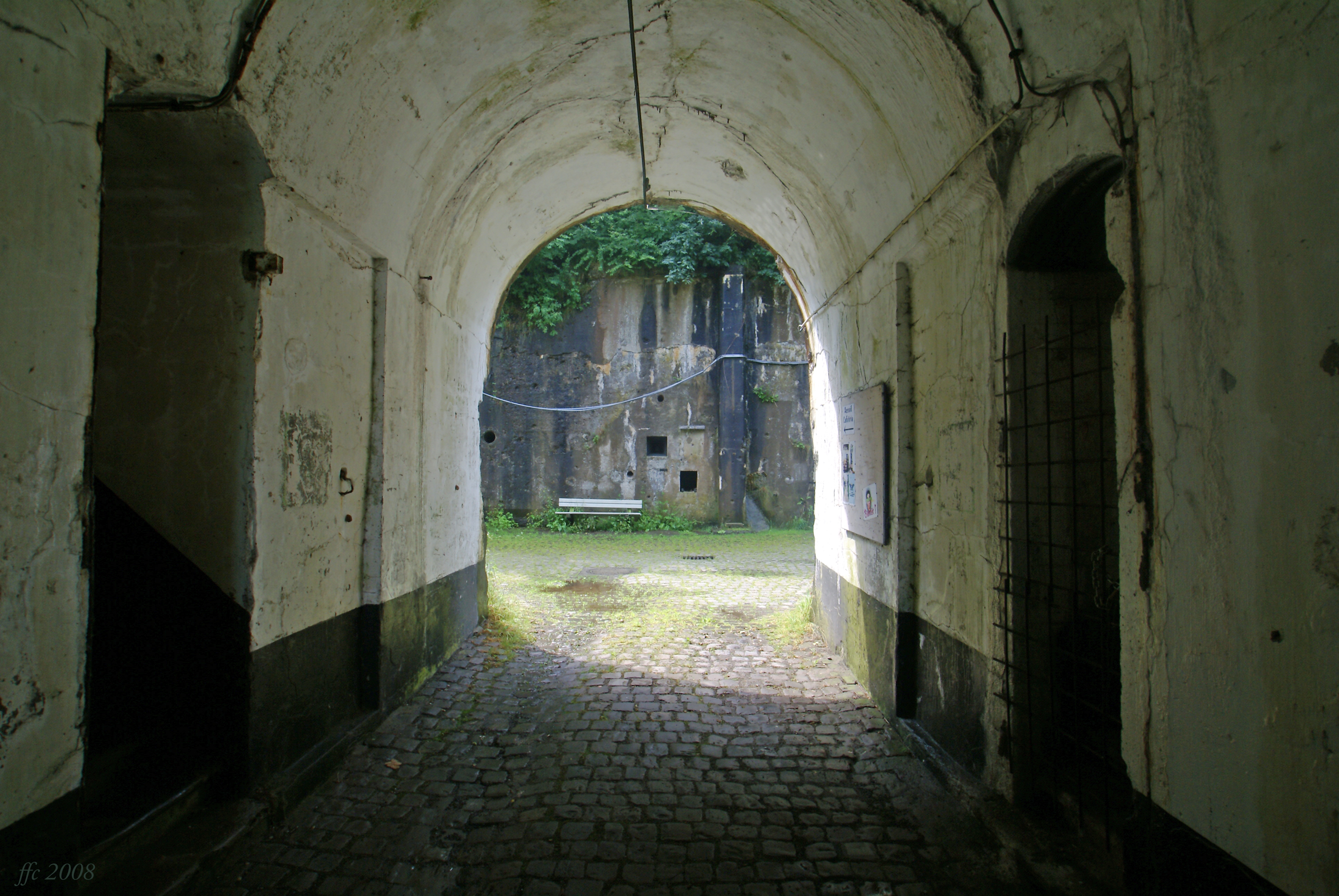
Passadís vers l'interior del fort

El Fort d'Embourg, al nucli d'Embourg de la vila de Chaudfontaine, fa part de la Posició fortificada de Lieja erigida engir de la ciutat belga de Lieja a la fi del segle xix per a defensar el jove estat contra la concupiscència temuda de França, de Prússia o dels Països Baixos.

## Història
El fort va construir-se des dels anys vuitanta del segle xix, sota la direcció del general Henri Alexis Brialmont.
A la primera guerra mundial les forces prussianes van bombardejar-lo sense interrupció des de la una de la tarda del 12 de maig. Quan a més d'aquest bombardeig, l'invasor va amenaçar d'asfixiar els defensors amb gasos tòxics el fort va rendir-se el 13 d'agost de 1914 a les vuit de la tarda.
A la segona guerra mundial, el fort modernitzat va resistir del 14 al 19 de maig de 1940. En perdre tres de les seves cúpules després dels bombardejos de la força aèria de l'exèrcit alemany el 16 de maig, el fort ja era sense gaire defenses. El comandant va rendir-se el dia 19 per a salvar la vida dels soldats.

## Avui
La poterna d'entrada va ser destruïda, l'espai central va ser malmès i ja no queda gaire o res de les cúpules. Dins del fort hi ha un petit museu d'uniformes i de material militar de totes les forces que van participar en els combats de 1914 i de 1940.
Les visites s'organitzen al quarter diumenge de cada mes des de les dues de la tarda o per grups a altres dies a condició de demanar hora (+32-497 20 35 70).